# Aleksandr Kacalapov
Aleksandr Anatol'evič Kacalapov (in russo Александр Анатольевич Кацалапов?; Volgograd, 5 aprile 1986) è un ex calciatore russo, di ruolo difensore.

## Carriera
Ha giocato nella massima serie russa.